# Lista de primeiros-ministros das Bermudas
Esta é uma lista de primeiros-ministros das Bermudas. O primeiro-ministro é o chefe de governo em território ultramarino britânico das Bermudas. O primeiro-ministro é nomeado pelo governador das Bermudas em nome da Monarquia do Reino Unido, atualmente Rainha Elizabeth II.
O primeiro-ministro das Bermudas, desde 19 de maio de 2014, é Michael Dunkley, JP, MP, na sequência da renúncia de Craig Cannonier, JP, MP.

## Primeiros-ministros das Bermudas (1968–presente)
(Datas em itálico indicam de fato continuação no cargo)
| #                                 | Name (Nasc.–Morte)              | Tomou posse            | Deixou cargo           | Partido político                 | Notas                               |
| --------------------------------- | ------------------------------- | ---------------------- | ---------------------- | -------------------------------- | ----------------------------------- |
| Líderes do governo (1968–1973)    |                                 |                        |                        |                                  |                                     |
| 1                                 | Sir Henry Tucker (1903–1986)    | 10 de junho de 1968    | 29 de dezembro de 1971 | Partido Bermudas Unidas          |                                     |
| 2                                 | Sir Edward Richards (1908–1991) | 29 de dezembro de 1971 | 18 de abril de 1973    | Partido Bermudas Unidas          |                                     |
| Primeiro-ministro (1973–Presente) |                                 |                        |                        |                                  |                                     |
| 1                                 | Sir Edward Richards (1908–1991) | 18 de abril de 1973    | 29 de dezembro de 1975 | Partido Bermudas Unidas          |                                     |
| 2                                 | John Sharpe (1921–1999)         | 29 de dezembro de 1975 | 30 de agosto de 1977   | Partido Bermudas Unidas          |                                     |
| 3                                 | David Gibbons (1927–2014)       | 30 de agosto de 1977   | 15 de janeiro de 1982  | Partido Bermudas Unidas          | A partir de 1983, Sir David Gibbons |
| 4                                 | John Swan (1935–)               | 15 de janeiro de 1982  | 25 de agosto de 1995   | Partido Bermudas Unidas          | A partir de 1990, Sir John Swan     |
| 5                                 | David Saul (1939–)              | 25 de agosto de 1995   | 27 de março de 1997    | Partido Bermudas Unidas          |                                     |
| 6                                 | Pamela Gordon (1955–)           | 27 de março de 1997    | 10 de novembro de 1998 | Partido Bermudas Unidas          | Primeira mulher no cargo            |
| 7                                 | Jennifer Smith (1947–)          | 10 de novembro de 1998 | 29 de julho de 2003    | Partido Trabalhista Progressista |                                     |
| 8                                 | Alex Scott (1940–)              | 29 de julho de 2003    | 30 de outubro de 2006  | Partido Trabalhista Progressista |                                     |
| 9                                 | Ewart Brown (1946–)             | 30 de outubro de 2006  | 29 de outubro de 2010  | Partido Trabalhista Progressista |                                     |
| 10                                | Paula Cox (1964–)               | 29 de outubro de 2010  | 18 de dezembro de 2012 | Partido Trabalhista Progressista |                                     |
| 11                                | Craig Cannonier (1963–)         | 18 de dezembro de 2012 | 19 de maio de 2014     | One Bermuda Alliance             | Renunciou                           |
| 12                                | Michael Dunkley (1958–)         | 20 de maio de 2014     | presente               | One Bermuda Alliance             |                                     |